# 1981 في هولندا

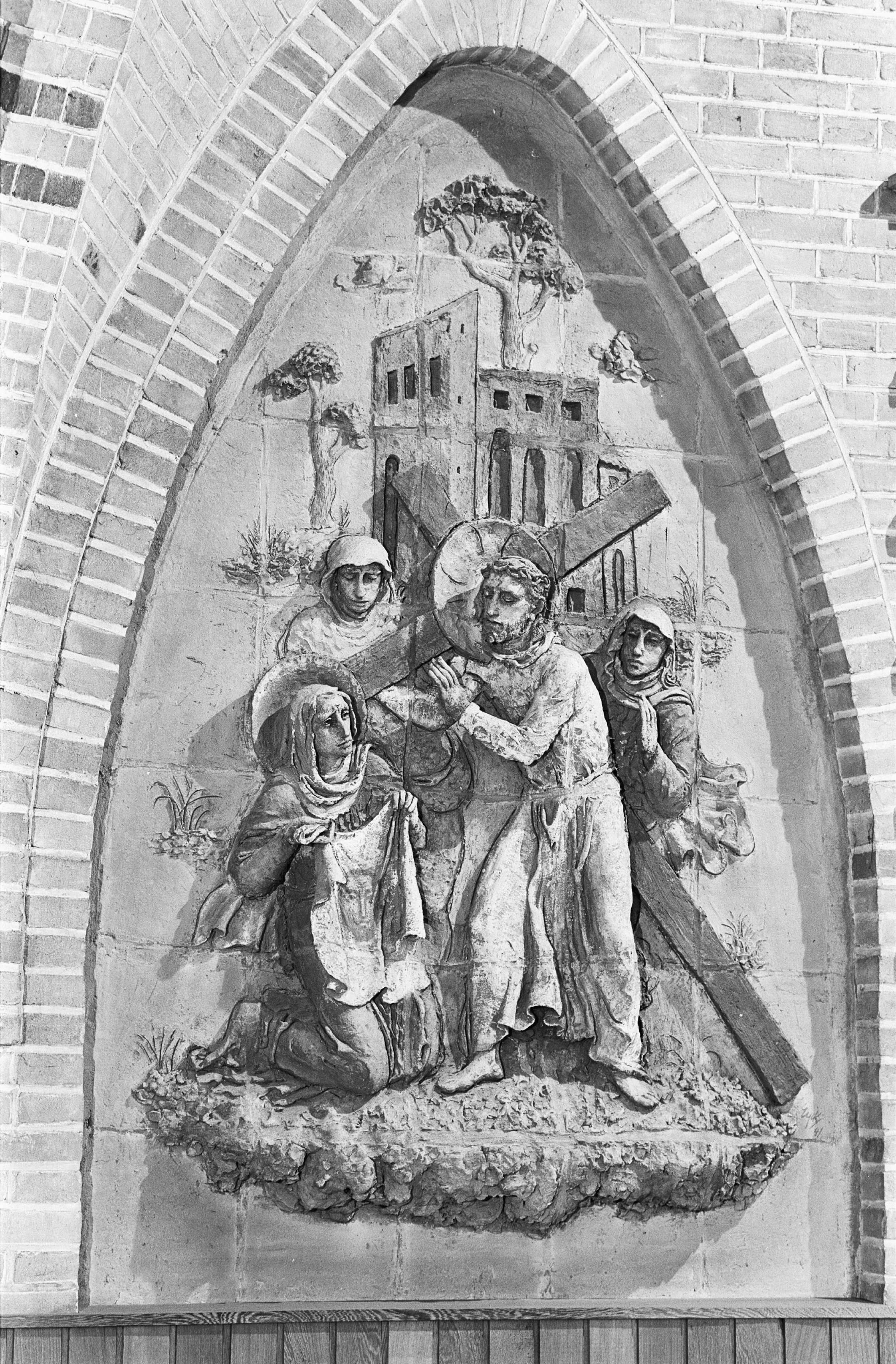
صورة التقطها لوك تانجل لكنيسة سينت جانسكيرك بوالويك في هولندا سنة 1981

## أصحاب مناصب
- ملكية: بياتريكس ملكة هولندا
- رئيس الوزراء: دريس فان أغت

## أحداث
- 5 يناير: البث الأول للبرنامج الهولندي الشهير أخبار الشباب.
- 19 يناير: نايميخن كانت في حالة اضطراب عندما يكون مقر القرفصاء أن يطرد لافساح الطريق لمرآب للسيارات.
- 23 يناير: تحدث أعمال شغب ثقيلة في نايميخن، وهذا حدث خلال عملية الإخلاء من المنازل القرفصاء في Piersonstraat. السبب وراء ذلك هو مرآب السيارات غير المرغوب فيه، في نهاية المطاف حصلت على إلغاء.
- 22 مارس: HGC هو النادي الهوكي الأول الذي يحمل تلعب كل من الرجال والنساء في أعلى فرقهم. حدث هذا مع صعود النساء خلال الذكرى 75 للنادي.
- 5 أبريل: هني كويبر يفوز جولة في فلاندرز سباق الدراجات على الطريق.
- 12 أبريل: يتم فتح بيثون قطار الملاهي في الحديقة منتزه Efteling موضوع.
- 25 أبريل: خلال بطولة العالم هوكي الجليد في السويد يحال المنتخب الوطني للهوكي الجليد للرجال في هولندا إلى B-تقسيم بعد خسارته 06/12 ألمانيا الغربية.
- 22 مايو: نادي أوترخت لعب المباراة النهائية على ملعب القديم Galgenwaard. أنصار تأخذ تذكارات البيت وفي عملية هدم نصف الملعب.
- 26 مايو: الانتخابات العامة الهولندية 1981
- 31 مايو: المباراة النهائية جزأين من خط شيفول وافتتح رسميا.
- 1 يونيو: نادي كرة القدم إن إي سي نيميخن تم تأسيسه في عام نايميخن كما تفكك من SC NEC.
- 10 أغسطس: ربان الداخلية كتلة الممرات المائية لمدة 5 أيام من أجل فرض ترتيب أفضل على تبادل البضائع. الشرطة البحرية ومكافحة الفوضى بقبضة من حديد، وربان لها لإنهاء أعمالهم دون أية نتائج.
- 6 سبتمبر: افتتح فريق Gouwe-أكوادوكت هذا الجسر يتيح تدفق حركة المرور أفضل من الطريق السريع A12 الدولة.

## رياضة
- الدوري الهولندي الممتاز 80–1981
- الدوري الهولندي لكرة القدم الدرجة الثانية 80–1981
- كأس هولندا 80–1981
- سباق أمستل الذهبي 1981
- منتخب هولندا لهوكي الحقل للرجال فاز بكاس أبطال الهوكي رجال 1981 في كراتشي، باكستان.